# 이 사람을 보라

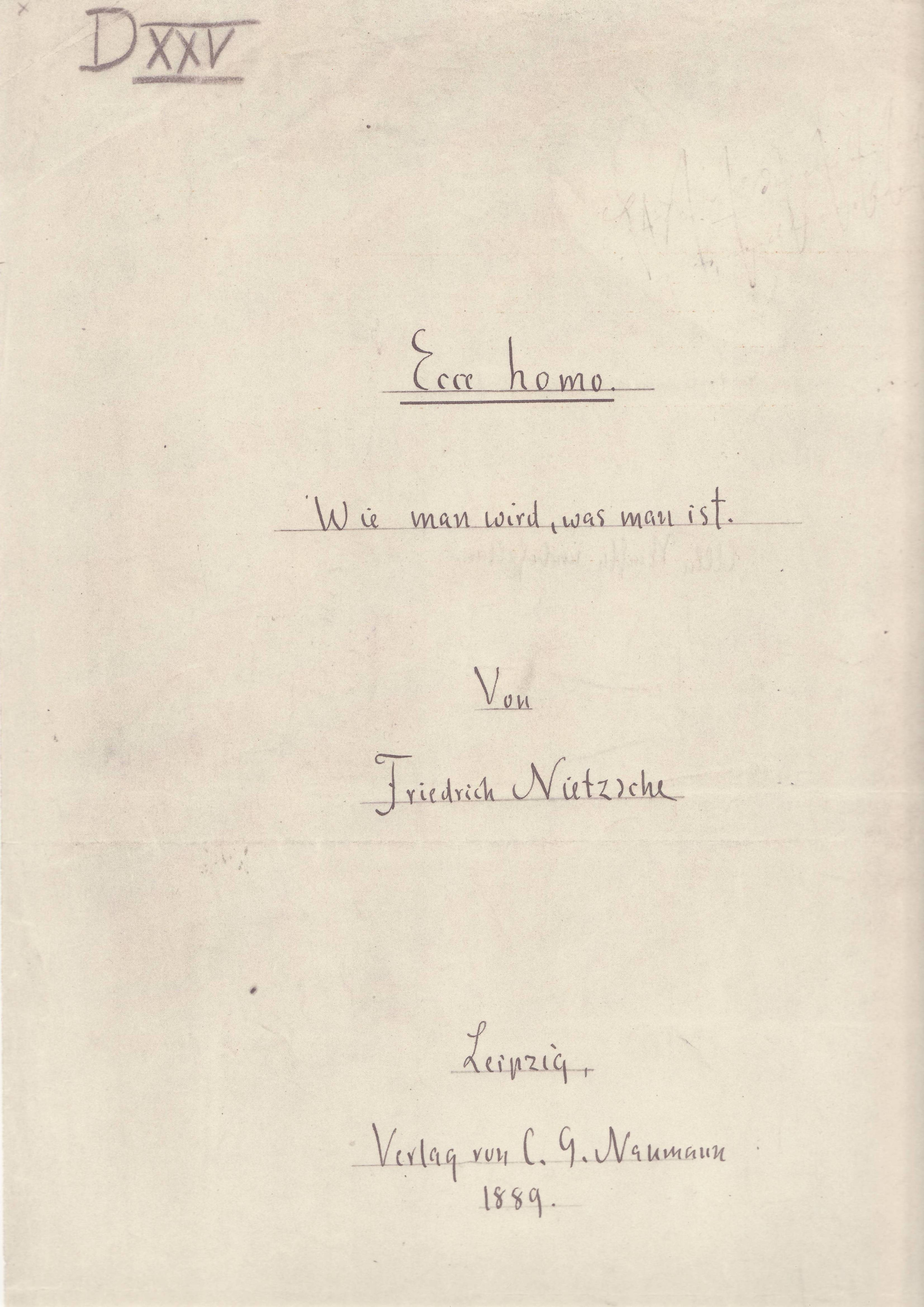

《이 사람을 보라》(Ecce Homo: Wie man wird, was man ist)는 프리드리히 니체의 마지막 저작이다. 1888년에 쓰여졌으며, 1908년에 출판되었다.

## 개요
《차라투스트라는 이렇게 말했다》, 《즐거운 지식》 등 니체는 여러 가지 작품을 썼지만 상업적으로 성공적이지 않았고, 읽혔더라도 대중들에게 제대로 이해되지 않았다. 이러한 상황을 극복하기 위해서 《이 사람을 보라》를 쓰게 되었다. 니체 자신의 사상이 가진 진면목을 세상에 보여주는 것이 목적인 이 책은 그의 작품을 제대로 해석하는 방법을 독자들에게 알려준다.
길이는 짧지만 니체의 사상을 이해하는데 있어서 가장 중요한 책 중 하나이다.

## 구성
- 서문
- 나는 왜 이렇게 지혜로운가
- 나는 왜 이렇게 똑똑한가
- 나는 왜 이렇게 좋은 책들을 쓰는가

## 같이 보기
- 에케 호모